# Stimmhafter alveolarer Nasal
Ein stimmhafter alveolarer Nasal ist ein Konsonant, der durch einen alveolaren Verschluss in der Mundhöhle erzeugt wird. Der Verschluss wird
nasal gelöst.
Alveolare Laute werden durch die Anhebung des Zungenkranzes (lat. corōna „Zungenspitze, Zungenblatt“) an oder gegen den Zahndamm (gegen die Alveolen) gebildet.
Lautliche und orthographische Realisierung des stimmhaften alveolaren Nasals in verschiedenen Sprachen:
- Deutsch [⁠n⁠]: N, n
- Englisch [⁠n⁠]: N, n
- Französisch [n̪]: N, n, sofern nicht zur Nasalierung des vorhergehenden Vokals gebraucht.
- Italienisch [n̪]: N, n
- Russisch: Н, н
- Spanisch [n̪]: N, n